# Cara a cara (Chile)
Cara a cara es un programa de televisión chileno conducido por Tomás Cox desde 1999. Entre ese año y octubre de 2020 se emitió por las pantallas de La Red y posteriormente se mudó a Vive de VTR.
Es considerado el programa de conversación más longevo de la televisión chilena.[¿según quién?]

## Historia
En mayo de 1996 el reconocido productor de eventos Tomás Cox inició un programa en La Red llamado La revista y que incluía una entrevista a un personaje reconocido. La sección comenzó a tener cada vez mayor relevancia y en 1999 se convirtió en un programa llamado Cara a cara.
Se trata de una conversación distendida para conocer sobre la trayectoria del invitado y algo más. Sus capítulos eran grabados en el salón de algún hotel del capital, generalmente el Ritz-Carlton y Regal Pacific, y un año en el Palacio Concha. A partir de mayo de 2015 se realizó desde los estudios de La Red en Macul.
En 2003 una entrevista a la vedette Tatiana Merino entregó el rating más alto que ha registrado La Red en toda su historia. Ese mismo año el programa viajó a Buenos Aires para registrar capítulos con reconocidas figuras trasandinas como Mirtha Legrand, Catherine Fulop y Roberto Giordano.
En octubre de 2006 el programa dejó el horario del sábado a la medianoche y emigró al domingo a las 11.30 horas.
En marzo de 2020 las grabaciones del programa entraron en una pausa indefinida debido a la llegada del coronavirus. Finalmente, con la creación del espacio político Pauta libre y un cambio en la línea editorial del canal, La Red confirmó que Cara a cara no regresaría después de 20 años al aire.
Más tarde, Tomás Cox anunció la llegada del programa al canal Vive de VTR con un capítulo estreno cada domingo en horario prime y realizado desde el Rennaissance Hotel Santiago.[cita requerida]

## Invitados
Algunos de los invitados más destacados.
| - Cecilia Bolocco (1999) - Coco Legrand (1999) - Raúl Matas (2000) - Andrés Pérez (2001) - Jorge Pedreros (2001) - Benjamín Vicuña (2002) - Cecilia Pantoja (2002) - Felipe Camiroaga (2003) - Patricio Cornejo (2003) - Tatiana Merino (2003) | - Graciela Romero (2003) - Sergio Livingstone (2004) - Stefan Kramer (2005) - Héctor Noguera (2005) - Yoya Martínez (2005) - Francisco Melo (2006) - Nelson de la Rosa (2006) - Lucho Gatica (2007) - Diana Bolocco (2008) - Patricia Maldonado (2009) | - Américo (2009) - Nelly Meruane (2009) - Alberto Fouillioux (2010) - Paola Volpato (2010) - Fernando Villegas (2010) - Valentín Trujillo (2010) - Martín Cárcamo (2011) - Solange Lackington (2011) - Zalo Reyes (2011) - Myriam Hernandez (2011) | - Otto Dörr (2013) - Cristian Warnken (2013) - Margot Loyola (2013) - Pali García (2013) - Carolina de Moras (2014) - Marlene Ahrens (2014) - Camila Hirane (2014) - Emilio Antilef (2015) - Luis Larraín (2015) - Alejandro Goic (2015) | - Javiera Mena (2015) - Gastón Soublette (2016) - Magdalena Matthey (2016) - Mario Toral (2016) - Mario Kreutzberger (2017) - Amaro Labra (2017) - Alberto Plaza (2018) - María Luisa Cordero (2018) - Patricia May (2019) - Ricardo Capponi (2019) |